# Kerti szegfű
A kerti szegfű (Dianthus caryophyllus) a szegfűvirágúak (Caryophyllales) rendjébe, ezen belül a szegfűfélék (Caryophyllaceae) családjába tartozó faj.
Fogyasztása tilos, szerepel az OGYÉI tiltólistáján is.

## Előfordulása
A Földközi-tenger mellékének nyugati felében honos, a meleg mészsziklákat kedveli.

## Megjelenése
A vadon termő alaknak csüngő szára és kis vörös virága van.
|  |